# Nicki Hunter
Nicki Hunter (Lake Worth (Florida), 19 december 1979) is een pseudoniem van een Amerikaanse pornoactrice en pornofilmregisseur. Haar eerste optreden werd in 2003 uitgebracht. In 2004 trad Hunter op in twee afleveringen van de Howard Stern televisieshow en in de televisiedocumentaire The Porn King Versus the President.
Hunter werd in 2006 genomineerd voor de titel van Female Performer of the Year bij de uitreiking van de AVN Awards. In 2005 werd ze voor dezelfde prijsceremonie genomineerd voor de prijs voor Best New Starlet. In 2005 won Hunter de XRCO Award voor de beste actrice van het jaar. In 2006 was ze ten slotte finaliste voor een FAME Award voor de meest favoriete orale actrice.
In 2005 begon Hunter met het regisseren van pornofilms. Haar eerste films waren: Cum Swallowers 3, Cum Swappers 5 en Ravenous.
Begin 2007 werd bij Hunter de diagnose gesteld van een bepaalde soort leukemie, te weten acute lymfatische leukemie (T-cell ALL). Fondsenwervingsevenementen werden georganiseerd met de hulp van de pornogemeenschap om de kosten te compenseren van haar medische uitgaven als gevolg van het plotseling niet in staat te zijn om te werken. Haar medische kosten werden in april 2007 begroot als een bedrag diep in de zes nullen. Als dank voor de overweldigende steun richtte Nicki Hunter de organisatie CARE op, een non-profitorganisatie die andere overlevenden van kanker in de adult entertainmentindustrie helpt.
Hunter verscheen in juni 2008 in een aflevering van de serie Secret Lives of Women, die is gefocust op vrouwen in de porno-industrie.
Momenteel is Hunter werkzaam bij Playboy Radio als co-host bij het programma Night Calls met Christy Canyon.